# Bordingen af Gaza-konvojen 31. maj 2010
Bordingen af Gaza-konvojen 31. maj 2010 refererer til en hændelse hvor specialstyrker fra Israel Defense Forces (IDF) bordede en konvoj bestående af seks civile skibe i internationalt farvand i Middelhavet 31. maj 2010. Om bord på fartøjerne var ca. 680 pro-palæstinensiske aktivister. Konvojen havde som mål at bryde blokaden af Gaza-striben for at levere medicin, byggematerialer og anden nødhjælp. Ni af aktivisterne, alle med tyrkisk baggrund, blev dræbt under aktionen, og 27 blev skadet, deraf 20 aktivister og 7 israelske soldater.  Fartøjerne blev derefter ført til havn i Israel. Bordingen førte til fordømmelse af Israel i mange lande. Reaktionerne overfor Israel var særlig stærke i Tyrkiet.

## Baggrund
Under blokaden af Gaza fra 2007 var fem mindre fartøjer kommet  enkeltvis ind til Gaza by, mens tre var blevet stoppet af israelske styrker. Den organiserede skibsgruppe som tog af sted i maj 2010, var den første under blokaden, hvor skibe sejlede i konvoj mod Gaza.
Konvojen, der også kaldtes «Frihedsflåden» af organisationerne bag den, var organiseret af Free Gaza Movement (FG), Den europæiske kampagne for at afslutte belejringen af Gaza (Ecesg), den tyrkiske, muslimske hjælpeorganisation İnsani Yardım Vakfı (IHH), Ship to Gaza (grupper i Sverige og Grækenland) og the International Committee to Lift the Siege on Gaza.
Ifølge organisationerne var hensigten med konvojen at levere medicin og byggemateriale til befolkningen på Gazastriben, men også at minde verden om  den "uacceptable situation i Gazastriben" samt at vise indbyggerne i Gaza, at de "ikke er alene". Om bord på fartøjerne var der foruden byggematerialer og medicin også læger, tøj og rullestole. Der var også 6,5 ton papir til produktion af skolebøger og hundrede skoletasker med skolemateriel til Hamars palæstinensiske venskabsby Khan Younis.

## Fartøjerne og de ombordværende
Konvojen med seks civile skibe startet deres tur mod Gazastriben 30. maj 2010. Oprindelig var konvojen planlagt med 8 skibe, men to af dem fik vanskeligheder af mekanisk art og kom ikke med. Skibene var registreret i Tyrkiet, Grækenland, Kiribati, Komorene, USA og Sverige. 
Ifølge israelske immigrationsmyndigheder var der 679 mennesker om bord på de seks både . Disse er fra 37 forskellige lande. 380 er tyrkere, resten er fra: Australien 3, Aserbajdsjan 2, Italien 6, Indonesien 12, Irland 9, Algeriet 28, USA 11, Bulgarien 2, Bosnien 1, Bahrain 4, Belgien 5, Tyskland 11, Sydafrika 1, Holland 2, Storbritannien 31, Grækenland 38, Jordan 30, Kuwait 15, Libanon 3, Mauritanien 3, Malaysia 11, Egypten 3, Makedonien 3, Marokko 7, Norge 3, New Zealand 1, Syrien 3, Serbien 1, Oman 1, Pakistan 3, Tjekkiet 4, Frankrig 9, Kosovo 1, Canada 1, Sverige 11, Jemen 4.

## Selve hændelsesforløbet
Styrker fra IDF's specialstyrke Shayetet 13 ankom til konvojen med tre fartøjer, og israelske kommandosoldater rappellede ned på dækket af MS «Mavi Marmara» fra helikopter ca. kl. 04:30 israelsk tid; Diverse radiokontakt mellem parterne fandt sted i løbet af de 5 timer forud.
Det nøjagtige hændelsesforløb er omstridt. Aktivisterne hævder at IDF-styrkerne åbnede ild fra bådene før bordingen, mens IDF hævder de først åbnede ild da kommandosoldaterne blev angrebet med knive, køller og våben som var fravristet soldatene.
Ifølge norske Nidal Hejazi åbnede IDF-soldaterne ild med gummikugler først. Ifølge den australske fotograf Kate Geraghty inddrog IDF-soldaterne mobiltelefoner, hukommelseskort og kameraer. Mobilnet og internet og satellittelefoner ophørte med at virke, og kommunikationen mellem konvojen og omverdenen blev afbrudt. Kate Geraghty fortæller at hun blev skudt på med elektrochokvåben. Der blev også rapporteret om brug af tåregas.

## Efter overtagelsen af fartøjerne
Ifølge en af nordmændene som var med, Randi Kjøs, blev aktivisterne spærret inde i lukafer og områder på dæk fungerede som fængsler efter bordingen mens fartøjerne blev ført til den israelske havneby Ashdod. Ifølge NRK blev 480 af de ombordværende interneret, mens 45 blev ført direkte til Ben Gurion-flyvepladsen for at  blive transporteret ud af landet. Andre kilder oplyser at over 600 blev interneret.

## Reaktioner og efterspil
Israels statsminister Benjamin Netanyahu aflyste umiddelbart efter bordingen et planlagt besøg i USA.
Tyrkiet bad 31. maj om et møde i FNs sikkerhedsråd. Efter et ti timer langt møde bag lukkede døre udsendte sikkerhedsrådet en udtalelse der fordømte handlingerne som resulterede i tab af menneskeliv da israelske styrker bordet nødhjælpskonvojen. Sikkerhedsrådet udtalte sig ikke om hvem som var ansvarlig for disse handlinger.
Bordingen førte til stærke internationale reaktioner mod Israel, og i flere lande blev der afholdt demonstrationer og i nogle lande kom det til optøjer. Reaktionerne overfor Israel var særlig stærke i Tyrkiet.
Nicaragua brød de diplomatiske forbindelser med Israel som en protest mod bordingen.

## Kendte aktivister ombord
- Waleed Al-Tabtabaie, parlamentariker fra Kuwait.
- Haneen Zoubi, israelsk-arabisk folkevalgt medlem af Knesset
- Denis Halliday, irsk tidligere FN-diplomat
- Mairead Corrigan Maguire, nordirsk fredsaktivist.
- Raed Salah
- Dror Feiler, israelsk-svensk kunstner.
- Joe Meadors, overlevende fra USS Liberty.
- Henning Mankell, svensk forfatter.
- Mehmet Kaplan, svensk folkevalgt medlem af Riksdagen
- Edward Peck, en tidligere USA-ambassadør i Irak